# Colour of Love
"Colour of Love" (em português:  Cor do Amor) é o segundo single do álbum This Is Your Night, lançado pela cantora de dance-pop Amber em 1996. A canção obteve um sucesso maior na parada de música dance dos Estados Unidos, onde chegou a posição #5. Na Nova Zelândia a canção chegou a posição #31.

## Faixas
Estados Unidos CD Maxi-single
| N.º | Título                                | Duração |  |
| 1.  | "Colour of Love" (Berman 12" Mix)     | 6:39    |  |
| 2.  | "Colour of Love" (Spike Club Mix)     | 8:27    |  |
| 3.  | "Colour of Love" (Cibola Mix)         | 7:00    |  |
| 4.  | "Colour of Love" (Original Edit)      | 3:30    |  |
| 5.  | "Colour of Love" (Spike Dub Mix)      | 7:40    |  |
| 6.  | "This Is Your Night" (Mousse T Remix) | 6:35    |  |

Estados Unidos 12" single (Remixes)
| N.º | Título                                          | Duração |  |
| 1.  | "Colour of Love" (AJ Trenergy Hard Mix)         | 7:08    |  |
| 2.  | "Colour of Love" (AJ Trenergy Dub)              | 5:38    |  |
| 3.  | "Colour of Love" (AJ Trenergy Vocal Mix)        | 7:50    |  |
| 4.  | "Colour of Love" (Colourful Club Mix)           | 6:07    |  |
| 5.  | "Colour of Love" (Path of Dub)                  | 7:44    |  |
| 6.  | "Colour of Love" (Colour of Bass Mix)           | 6:59    |  |
| 7.  | "Colour of Love" (Work It DJ (I Do) Bonus Beat) | 3:34    |  |
| 8.  | "Colour of Love" (Berman 12" Mix)               | 6:39    |  |

## Desempenho nas paradas musicais
| Parada musical (1996/1997)                          | Melhor posição |
| --------------------------------------------------- | -------------- |
| Canadá - RPM Dance/Urban                            | 5              |
| Estados Unidos - Billboard Hot 100                  | 74             |
| Estados Unidos - Hot Dance Music/Club Play          | 5              |
| Estados Unidos - Hot Dance Music/Maxi-Singles Sales | 11             |
| Nova Zelândia - RIANZ                               | 31             |